# Manila Major 2016
Das Manila Major war ein Turnier in der E-Sport-Disziplin Dota 2. Ausgetragen wurde das Turnier in der Mall of Asia Arena in Manila. Die Hauptveranstaltung dauerte vom 7. Juni 2016 bis zum 12. Juni 2016. Schlussendlich gewann OG gegen das Team Liquid mit 3:1. Sie gewannen 1,1 Millionen US-Dollar. Das Preisgeld belief sich insgesamt auf drei Millionen US-Dollar.

## Ablauf
Anders als in anderen Dota-Turnieren wurden durch den Veranstalter, Valve Corporation, zwölf Teams eingeladen und nur vier mussten sich durch regionale Qualifikationsrunden qualifizieren. Vorher war es üblich, dass acht Teams sich qualifizieren mussten und acht durch den Veranstalter eingeladen wurden.
| Eingeladene Teams  | Qualifizierte Teams     |
| ------------------ | ----------------------- |
| Team Secret        | Digital Chaos (Amerika) |
| Team Liquid        | Digital Chaos (Amerika) |
| Evil Geniuses      | Digital Chaos (Amerika) |
| MVP Phoenix        | Newbee (China)          |
| Wings Gaming       | Newbee (China)          |
| ViCi Gaming Reborn | Newbee (China)          |
| fnatic             | Team Empire (Europa)    |
| OG                 | Team Empire (Europa)    |
| CompLexity         | Team Empire (Europa)    |
| Alliance           | Mineski (Südostasien)   |
| Natus Vincere      | Mineski (Südostasien)   |
| LGD Gaming         | Mineski (Südostasien)   |

Sobald die Teams feststehen, werden vier Gruppen à vier Teams gebildet.
Jeweils zwei Teams treten gegeneinander an. Die zwei Gewinner der Duelle treten dabei jeweils gegeneinander an. Der Gewinner dieses Spiels ist sicher im sog. oberen Bracket. Der Verlieren des Matches tritt gegen eines der beiden Teams an, die das erste Spiel bereits verloren hatten, diese spielen jedoch vorher noch gegeneinander, um zu ermitteln, wer gegen den Verlierer der zweiten Runde antritt. So wird das zweite Team ermittelt, das im Oberen Bracket landen, die anderen Teams landen im unteren Bracket.
| Platzierungen am Ende der Gruppenphase | Platzierungen am Ende der Gruppenphase | Platzierungen am Ende der Gruppenphase | Platzierungen am Ende der Gruppenphase |
| Gruppe A                               | Gruppe B                               | Gruppe C                               | Gruppe D                               |
| -------------------------------------- | -------------------------------------- | -------------------------------------- | -------------------------------------- |
| Newbee                                 | Natus Vincere                          | Team Liquid                            | LGD Gaming                             |
| OG                                     | Digital Chaos                          | fnatic                                 | MVP Phoenix                            |
| Team Empire                            | Wings Gaming                           | Alliance                               | Evil Geniuses                          |
| CompLexity                             | Team Secret                            | ViCi Gaming Reborn                     | Mineski                                |

Der Vorteil des oberen Brackets ist, dass dort eine Niederlage erlaubt ist. Das Team, das verloren hat, fällt ins untere Bracket, verliert es dort jedoch noch eine Partie scheidet es aus dem Turnier aus. Im unteren Bracket wird zuerst eine Runde mehr gespielt, diese wird im Best-of-One ausgetragen, sodass es am Ende der Gruppenphase und somit auch am Anfang des Hauptevents acht Teams gibt.
Diese treten nun in Best-of-Three-Spielen gegeneinander an. Jeweils vier im oberen und vier im unteren Bracket. OG setzte sich im oberen Bracket gegen Natus Vincere, MVP Phoenix und Newbee durch. Nachdem Team Liquid gegen MVP Phoenix eine 2:0-Niederlage hatte einstecken müssen, landete das Team im unteren Bracket. Dort setzte es sich jedoch gegen CompLexity, Na`Vi, Fnatic, LGD Gaming und Newbee durch. Im Finale musste sich das Team gegen OG geschlagen geben.
Als besonders enttäuschend empfanden Beobachter das frühe Ausscheiden der Top-Teams Team Secret und Evil Geniuses. Team Secret ging als Gewinner des vorherigen Majors als „Titelverteidiger“ ins Rennen und Evil Geniuses, die Gewinner des Internationals 2015 und damit inoffizielle Weltmeister, scheiterten bereits in der ersten K.O.-Runde des Turniers. Da es zuvor zu massiven Veränderungen in der Aufstellung der Teams kam, die zum Teil heftig diskutiert wurden, gerade beim Team Secret, da es keinen zwingenden Gründe gab, das Team zu verändern, wird vermutet, dass die Teams es nicht geschafft haben, sich aufeinander einzuspielen.